# Ostuni (stacja kolejowa)
Ostuni (wł: Stazione di Ostuni) – stacja kolejowa w Ostuni, w prowincji Brindisi, w regionie Apulia, we Włoszech. Znajduje się na linii Adriatica. Została otwarta w 1865. Stacja położona jest 4 km od centrum miasta.